# Херман I фон Глайберг
Херман I фон Глайберг (на немски: Hermann I von Gleiberg; * ок. 1015; † 1062 или 1076) от фамилията Люксембурги, е граф на Графство Глайберг в Хесен. Той основава линията графовете на Глайберг

## Живот
Той е един от шестте синове на граф Фридрих в Мозелгау († 1019) и съпругата му Ирмтруда фон Ветерау († сл. 1015), наследничката на замък Глайберг, дъщеря на граф Хериберт фон Ветерау от фамилията на Конрадините.
Херман I наследява половината Графство Глайберг и има конфликти затова. Той ребелира против крал Хайнрих IV и 1057 г. е затворен. Скоро след това той се подчинява на Хайнрих IV и става негов верен поддръжник.

## Деца
Херман I фон Глайберг има три деца:
- Фридрих
- Хайнрих II фон Лаах (* ок. 1040/50; † 12 април 1095), първият пфалцграф на Рейн (1085 – 1095), женен 1089 г. за Аделхайд фон Ваймар-Орламюнде († 28 март 1100)
- Херман II фон Глайберг († сл. 1095 или ок. 1104), наследник, граф на Глайберг